# Хачапурі

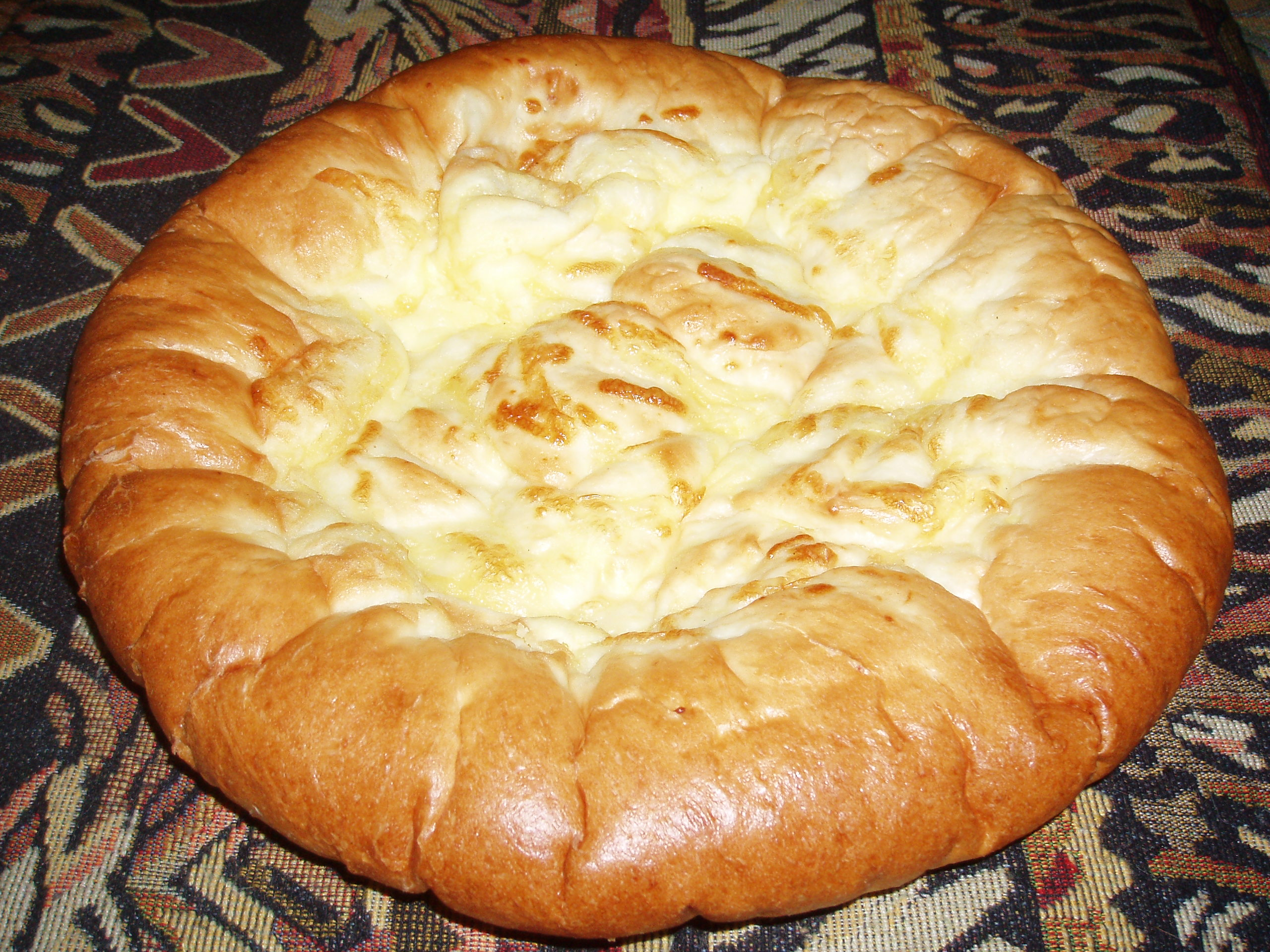
Грузинське (імеретинське) хачапурі

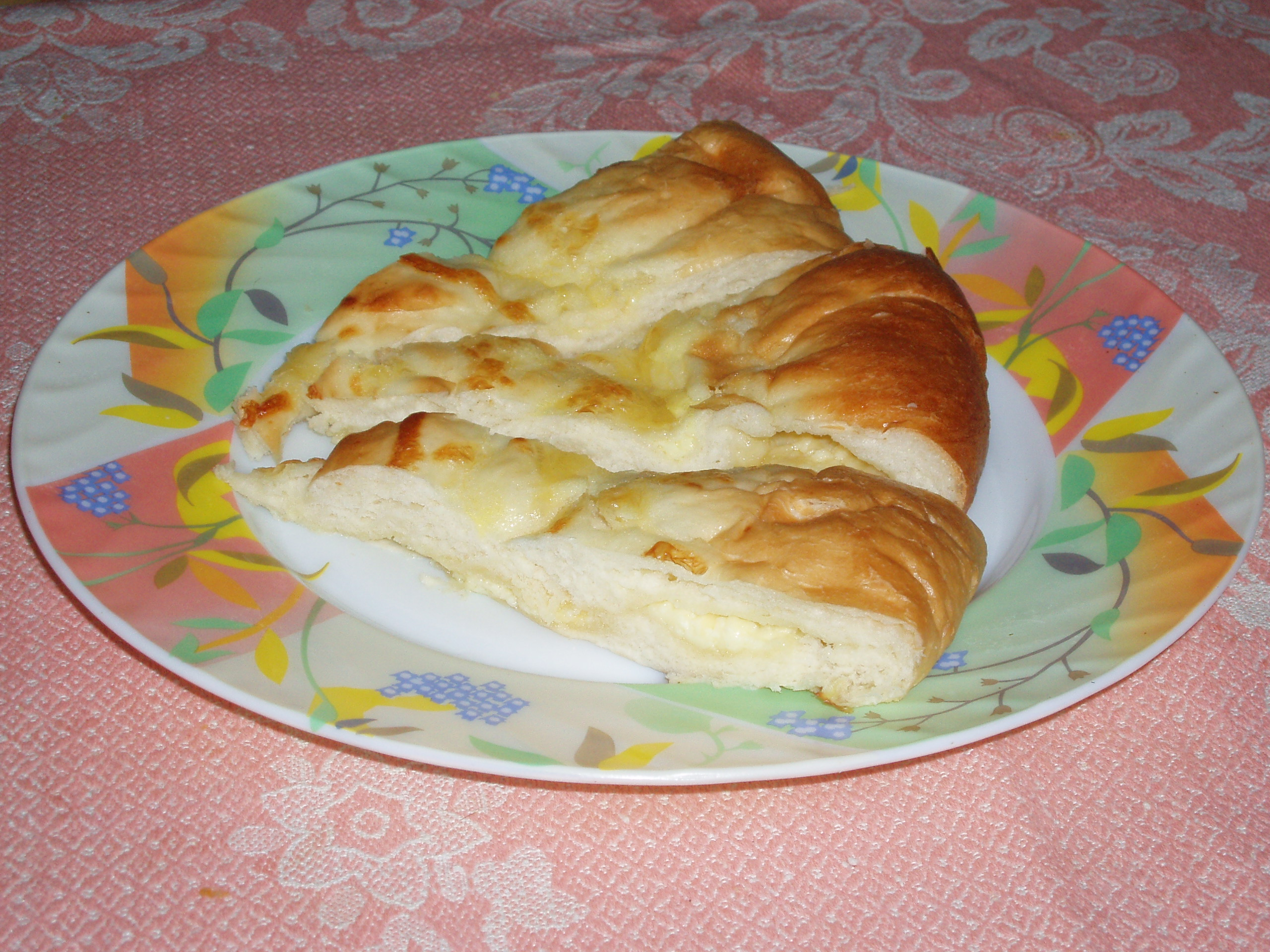
Хачапурі, порізане на скибки

Хачапу́рі (груз. ხაჭაპური) — традиційна грузинська хлібна страва з сиром.

## Опис
Хачапурі являє собою хлібець різної форми з великим вмістом сиру: його в хачапурі приблизно вдвічі більше за вагою, ніж борошна. Часто тісто для хачапурі є абсолютно прісним, а от крім обов'язкового сиру (свіжий або витриманий, часто овечий, наприклад сулугуні), до складу страви можуть входити яйця (наприклад, у аджарському хачапурі) та інші інгредієнти.
Ззовні хачапурі нагадують крупні ватрушки. Розміри хачапурі зазвичай відповідають розмірам пателень, на яких їх готують. Випічка ведеться або на вуглях, або наплитним способом на помірному вогні.
Для начинки в хачапурі використовують такі сири: імеретинський, чанах, кобійський, бринзу.

## Походження назви та різновиди
Назва хачапурі походить від грузинських слів «хліб» (пурі) і «сир» (хачо), і є типовою, імовірно саме для західно-грузинської області Імереті.
Існує безліч видів хачапурі — чи не в кожному грузинському селі хачапурі готують за своїм окремим рецептом.
Найвідомішими грузинськими хачапурі є:
- імеретинське хачапурі — традиційне хачапурі круглої форми;
- аджарське хачапурі — також називається ачарулі або аджарулі, і вирізняється тим, що випікається видовженої форми, а посередині прикрашене залитим яйцем;
- мінгрельське і абхазьке хачапурі — відоме під назвою ачма;
- сванське хачапурі;
- рачульське хачапурі.

Хачапурі відоме також у Вірменії, де його випікають з листкового тіста у формі конверта.

## Цікаві факти
- У вересні 2011 влада Грузії оформила патент на хачапурі та ще декілька інших страв національної кухні[2].
- Згідно з інтерактивною мапою кулінарних уподобань, хачапурі — найпопулярніша традиційна страва світу[3].
- У січні 2019 року Агентство з охорони культурної спадщини Грузії офіційно визнало хачапурі пам'яткою нематеріальної культурної спадщини Грузії[4].